# Władysław Wojnowski

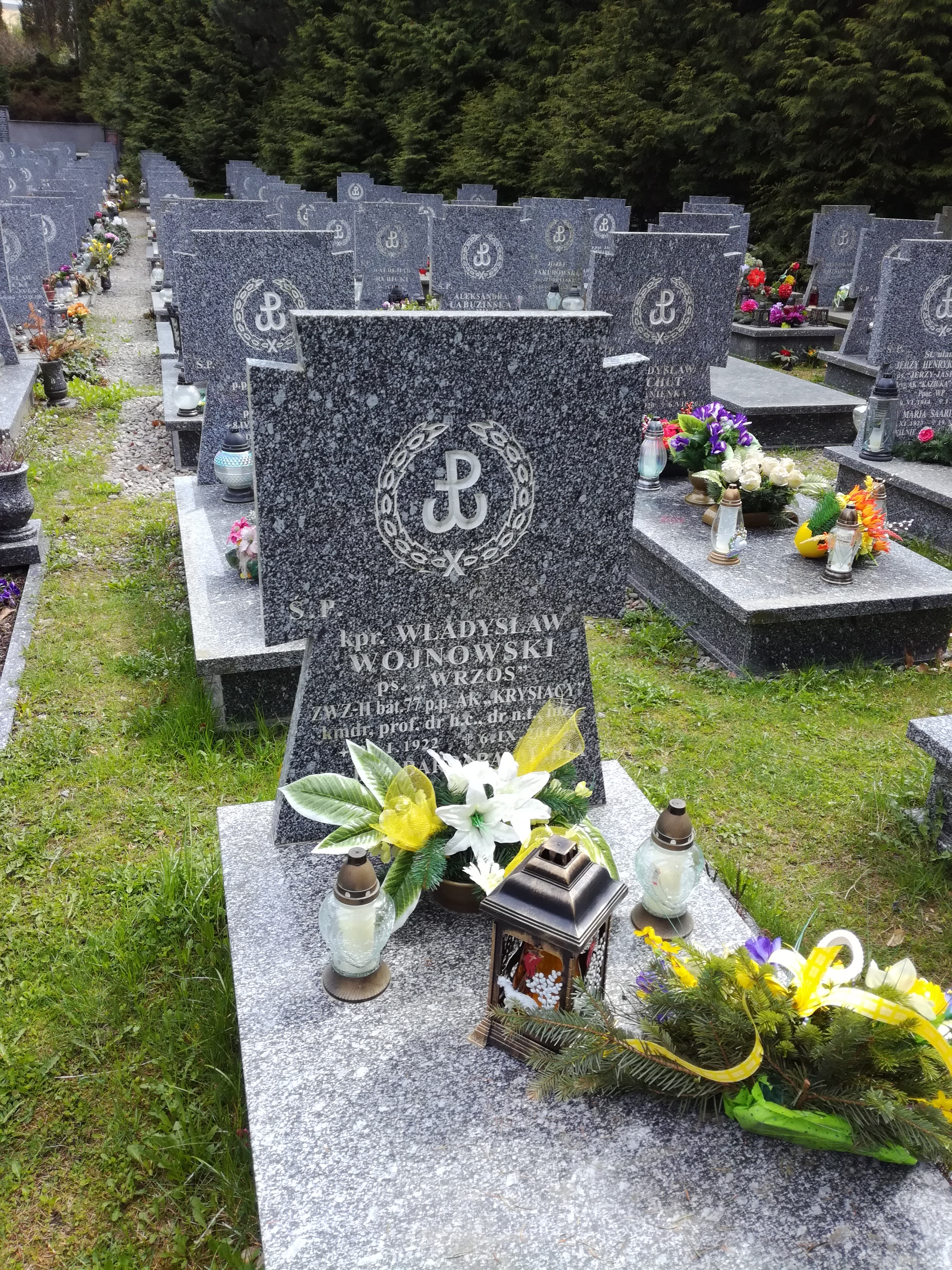
Grób profesora Władysława Wojnowskiego na Cmentarzu Łostowickim

Władysław Wojnowski (ur. 28 stycznia 1922 w Lidzie, zm. 6 września 2015) – polski profesor doktor habilitowany inż.

## Życiorys
Studiował na Wydziale Budowy Okrętów Politechniki Gdańskiej do 1952, w 1962 został doktorem w zakresie nauk technicznych na podstawie pracy zatytułowanej „Analiza możliwości zmniejszenia oporów okrętów szybkich przez smarowanie dna spalinami", a 11 lat później, w 1973, profesorem nauk technicznych, uzyskał także habilitację. Pracował w Wyższej Szkole Marynarki Wojennej, gdzie był na stanowisku adiunkta i profesora i zajmował się stworzeniem zespołów badawczych. Otrzymał wiele odznaczeń. W 2000 wyróżniony tytułem doktora honoris causa Zmarł 6 września 2015. Pochowany został na Cmentarzu Łostowickim w Gdańsku.

## Odznaczenia
- Złoty Krzyż Zasługi[1]
- Krzyż Oficerski i Kawalerski Orderu Odrodzenia Polski[1]
- Medal Komisji Edukacji Narodowej[1]